# 미스터 이빨요정
《미스터 이빨요정》(영어: Tooth Fairy)은 2010년 개봉한 미국의 판타지 코미디 가족 영화이다.

## 출연
- 드웨인 존슨 - 데릭 톰프슨 역
- 애슐리 저드 - 칼리 해리스 역
- 줄리 앤드루스 - 릴리 역
- 스티븐 머천트 - 트레이시 역
- 라이언 셰클러 - 믹 "더 스틱" 도널리 역
- 세스 맥팔린 - 지기 역
- 체이스 엘리슨 - 랜디 해리스 역
- 데스티니 그레이스 휘틀록 - 테스 해리스 역
- 브랜던 T. 잭슨 - 듀크 역
- 브렌던 마이어 - 벤 역
- 빌리 크리스털 - 제리 역
- 엘리 하비 - 허가 담당 여성 역
- 바클리 호프 - 하키 팀 코치 역
- 마이클 데인저필드 - 하키 경기 방송 진행자 역